# Зенон Тарсійський
Зенон Тарсійський (Тарсус, II століття до н. е.) — син Діоскорида, учень стоїка Хрісіппа, послідовник школи стоїків.
Після смерті Хрісіппа в 207 до н. е. став четвертим главою школи стоїків в Афінах. Як повідомляє Діоген Лаертський, Зенон написав мало книг, але залишив багато учнів. Відомо, що Зенон сумнівався в загальному стоїчному догматі про винищення всесвіту вогнем.
Текстів Зенона з Тарса не збереглося.